# Hofämterspiel
Hofämterspiel (que l'on peut traduire par « jeu des offices de la Cour »), est l'un des plus anciens jeux de cartes connus, datant de vers 1455, préservé dans sa totalité avec les 48 cartes intactes. Gravures sur bois peintes à la main, il constitue une œuvre majeure du XVe siècle.

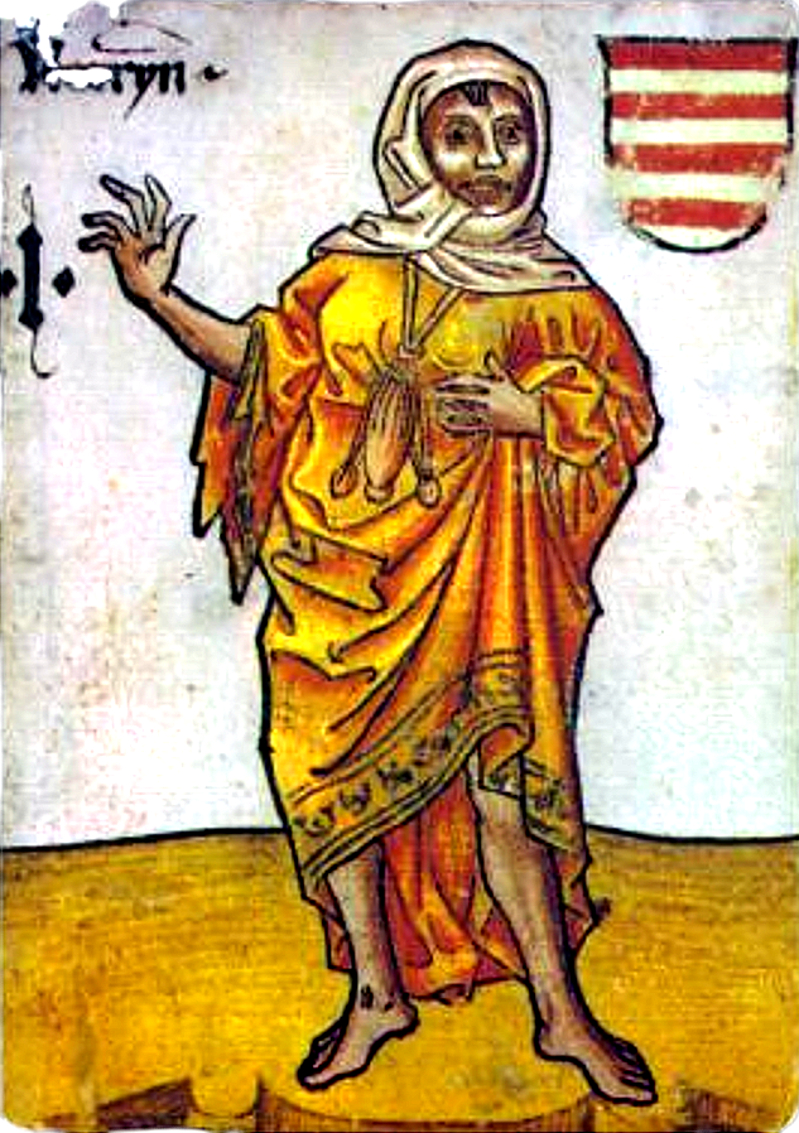
Die Nerryn (la bouffonne)

Il représente dix fonctions à la Cour royale de quatre royaumes (1 par ensemble de 12 cartes), la Bohême, la France, l'Allemagne et la Hongrie — représentés par leurs armoiries —, allant du bouffon au maître de maison (qui précède la reine et le roi) en passant par le cuisinier, l'archer ou le docteur, selon les ensembles.

## Provenance

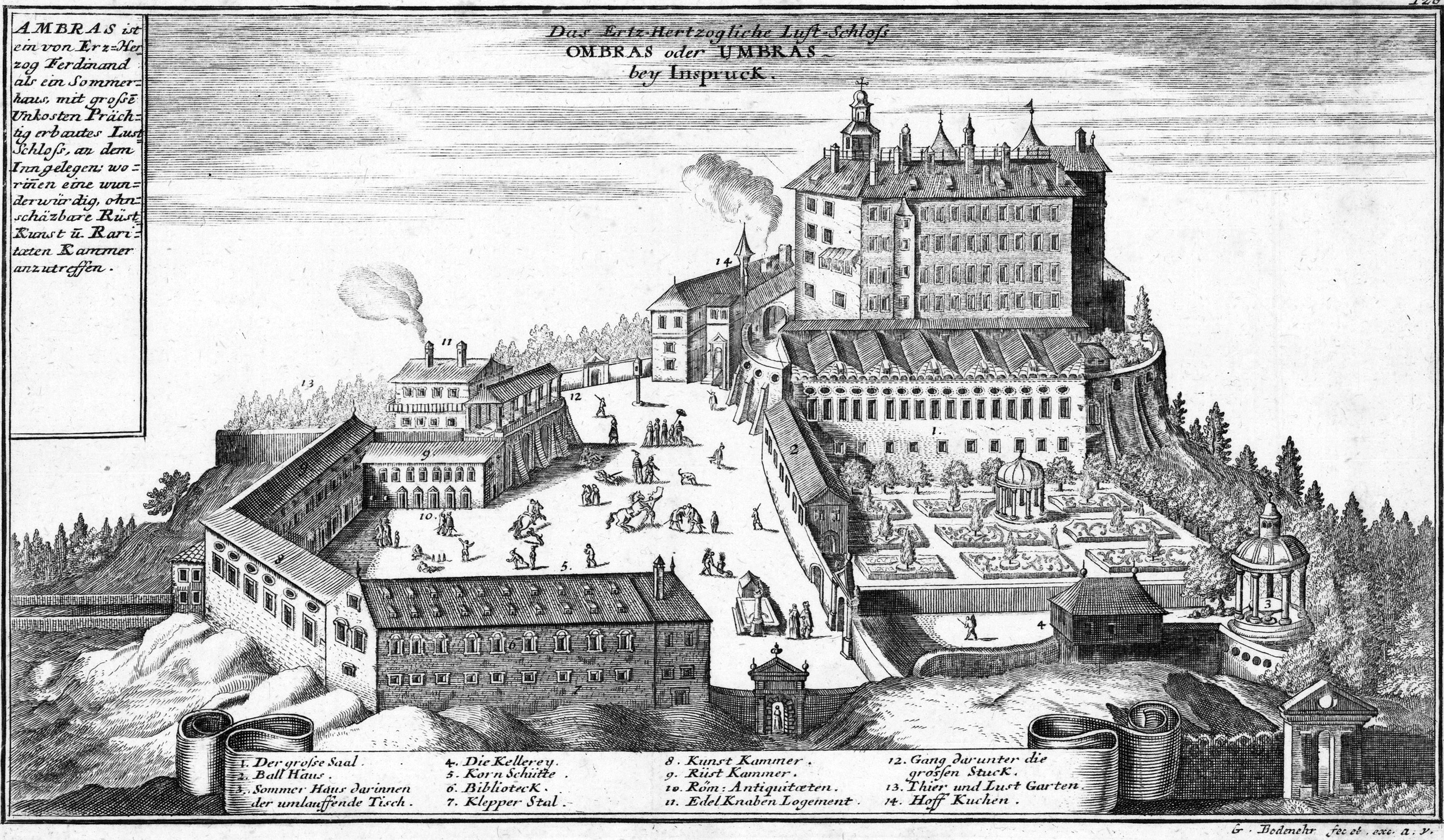
Gravure de Johann Stridbeck (vers 1700) du château d'Ambras.

Ce jeu de cartes serait une commande de Ladislas Ier de Bohême, roi de Hongrie et de Bohême et duc d'Autriche de 1453 à 1457. Néanmoins, il semble impossible de déterminer avec certitude la datation, et ce qui semble sûr, c'est qu'il ait été réalisé dans le sud de l'Allemagne d'alors, c'est-à-dire l'actuelle Autriche.
Il fut trouvé dans une grande collection d'art de l'archiduc Ferdinand-Charles d'Autriche au château d'Ambras, dans le Tyrol autrichien, avec un autre appelé Ambraser Hofjagdspiel. Le jeu trouvé dans cette collection se trouve au Musée d'histoire de l'art de Vienne, et est le seul exemplaire connu.

## Contenu et description
Le jeu est constitué de 48 cartes gravées sur bois, chacune mesurant 97 × 140 mm et étant décorée d'une peinture tempera de couleurs claires ainsi que d'inscriptions à la plume rehaussées de détails en feuilles argentées et dorées,. Les quatre ensembles de ce set dépeignent les fonctions de la cour (Hofämterspiel pouvant se traduire par « jeu des offices de la Cour ») et sont représentés au moyen de quatre couleurs héraldiques. Chaque symbole d'ensemble porte les armoiries de quatre royaumes : France, Allemagne, Bohême et Hongrie ; ainsi, chaque carte porte le titre de la fonction dépeinte relativement à son royaume, de même que le chiffre romain correspondant à l'ensemble auquel elle appartient. Le choix de ces pays peut s'expliquer par l'importance de ceux-ci dans l'Europe d'alors, mais selon Arpad Weixlgärtner, il s'agit d'un hommage à Ladislas Ier de Bohême, archiduc d'Autriche (sud de l'Allemagne ici représentée) et roi de Bohême et de Hongrie ; tandis que le Royaume de France est un hommage de Sigismond de Luxembourg à son grand-père Jean Ier l'Aveugle, mort héroïquement pour la France.

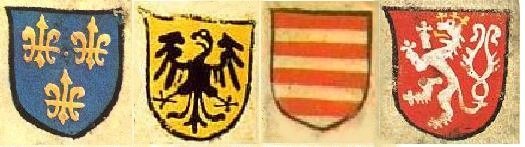
Les quatre royaumes : France, Allemagne, Hongrie, Bohême

Les illustrations, avec leurs titres écrits en ancien allemand, dépeignent la préséance des différentes fonctions à la cour lors du Moyen Âge tardif, qui sont accompagnées de la valeur de la carte numérotée de I à X, sauf pour le roi (carte la plus haute) et la reine, qui en plus de ne pas être numérotées ne spécifient pas la fonction représentée.
Dans les quatre ensembles, le « I » correspond au bouffon, « Narr » (ou son équivalent féminin « Narryn ») ; par ailleurs, les deux plus hautes cartes avec le roi et la reine sont le maître de maison, « Hofmeister X », qui était le responsable de la cour pendant l'absence du roi, et le maréchal, « Marschalk IX », chargé lui de toute tâche impliquant l'utilisation de chevaux ou de calèche. À l'exception de deux sujets, le « Jungfrawe » (« Dame d'honneur », carte VI dans tous les ensembles) et « Trometer » (« Trompettiste », carte III en Allemagne et en Hongrie), tous les autres personnages sont individuels et spécifiques à chaque ensemble.
Le rang social de chacun des personnages peut être facilement compris à partir de la valeur de la carte. Par exemple, le docteur, « Artzt », dans la suite de Bohême, aurait partagé le même rang social, à peu près, que celui du chapelain (« Capplan », de la suite allemande) ou du chancelier (« Kanzler », de la suite hongroise) ou bien encore de la maîtresse de maison d'une reine ou d'une princesse (« Hofmestryn », de la suite française), car tous ces sujets possèdent le numéro VIII.

## Signification

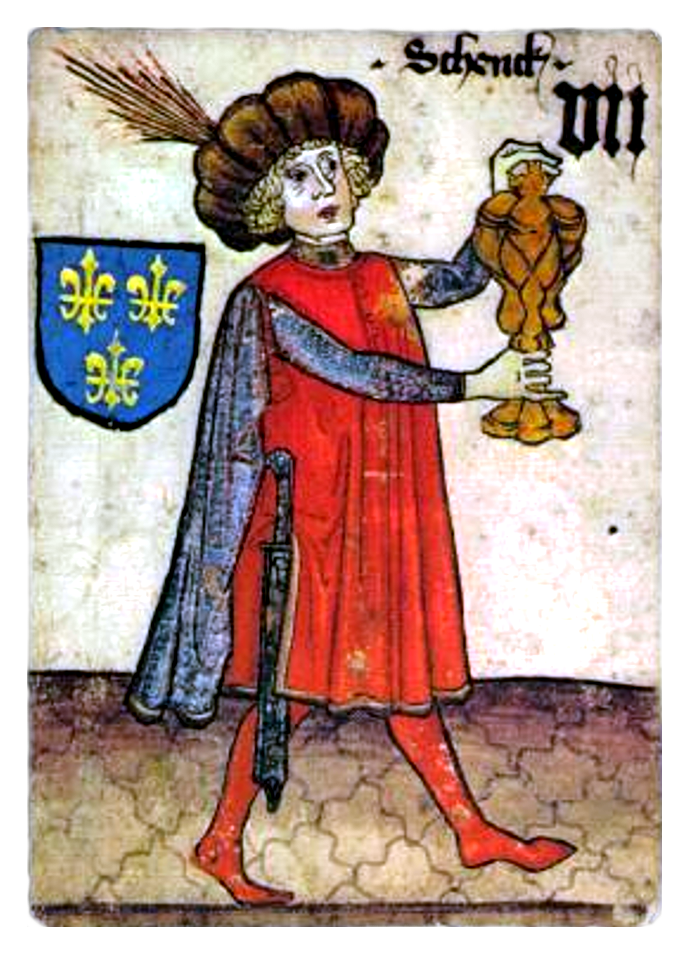
Schenk (le porteur de coupe)

Le Hofämterspiel tire son nom des positions tenues par la plupart des personnages que les cartes dépeignent — ces positions semblant avoir été les positions standard d'une cour princière du Moyen Âge. Les noms standard par lesquels ces positions sont connues aujourd'hui nous indiquent les tâches qui leur incombaient originellement dans leur pays respectif. Le mot « Maréchal », par exemple, est dérivé de la désignation originale des serviteurs chargés des chevaux et dont les tâches l'impliquaient dans toute activité dans laquelle les chevaux avaient un rôle majeur — lors de voyages ou de campagnes militaires, lorsqu'il fallait trouver des quartiers pour le roi et sa suite, par exemple. Avec l'importance grandissante de la cavalerie en temps de guerre, les tâches martiales des maréchaux s'étendirent, et ces derniers devinrent les intendants principaux puis les responsables sur le terrain.
Malgré cela, au contraire d'autres jeux de cartes de la même époque appartenant à la culture allemande tels que le « Hofjagdspiel » (« jeu de chasse de cour »), le « Hofjaren Jachtpakket » (en néerlandais, « jeu de chasse flamand (en) ») et le Stuttgarter Kartenspiel (« jeu de Stuttgart »), ce qui est important, c'est que le Hofämterspiel reflète les relations politiques en Europe centrale au milieu du XVe siècle et que ses auteurs s'étaient inspirés de la structure sociale standard des cours royales de la fin du Moyen Âge. Dès lors, les cartes deviennent intéressantes de par leur valeur intrinsèque pour l'histoire primitive des jeux de cartes mais également comme source pour la compréhension de la hiérarchie sociale et de la vie de tous les jours dans les cours médiévales : en effet, elles représentent différents membres d'un foyer typique — c'est d'ailleurs de cela qu'est tiré le nom du jeu : Hofämterspiel est également traduisible par jeu de cartes du propriétaire/maître des lieux. Il est également à noter qu'une attention particulière a été portée aux costumes typiques de chacun des royaumes.
Le Hofämterspiel ne serait pas le seul jeu de ce genre. Il y a en effet un jeu similaire, de 60 cartes. Écrit à Fribourg-en-Brisgau en 1377, chacun des quatre ensemble contient cinq figures : roi, reine, super maréchal, serviteur et sous-maréchal. Les dix cartes numérotées dépeignent plusieurs professions telles que boulanger, boucher, meunier et fermier. Les Mantegna Tarocchi (Italie, vers 1465) ont également eu une approche similaire en hiérarchisant un ordre social, même s'il ne s'agissait pas à proprement parler d'un jeu, mais d'un support éducatif.
Le Hofämterspiel contient une carte appelée Küchenmeister (« chef de cuisine »), qui pourrait être le prototype d'Oberköchin de Franz Kafka ou le chef cuisinier dans son roman L'Amérique. Bien qu'un Küchenmeister soit un maître cuisinier et non un chef cuisinier, leur possible connexion ne devrait pas être ignorée.

## Personnages duHofämsterspiel
| Numéro de la carte   | L'ensemble de Bohême      | L'ensemble de France              | L'ensemble d'Allemagne | L'ensemble de Hongrie                     |
| ... (Roi)            | König                     | König                             | König                  | König                                     |
| ... (Reine)          | Königin                   | Königin                           | Königin                | Königin                                   |
| X (Maître de maison) | Hofmeister                | Hofmeister                        | Hofmeister             | Hofmeister                                |
| IX (Maréchal)        | Marschalk                 | Marschalk                         | Marschalk              | Marschalk                                 |
| VIII                 | Artzt (Docteur)           | Hofmeistryn (Maîtresse de maison) | Capplan (Chapelain)    | Kantzler (Chancelier)                     |
| VII                  | Kamermeister (chambellan) | Schenck (Porteur de coupe)        | Truchses (Steward)     | Kuchenmeister (Maître de cuisine)         |
| VI (Dame d'honneur)  | Junckfrawe                | Junckfrawe                        | Junckfrawe             | Junckfrawe                                |
| V                    | Valkner (Fauconnier)      | Koch (Cuisinier)                  | Kellner (Sommelier)    | Schutz (Archer ou chasseur à l'arbalette) |
| IIII                 | Trometer (Trompettiste)   | Marstaler (Maître d'étable)       | Parbirer (Barbier)     | Trometer (Trompettiste)                   |
| III                  | Herolt (Héraut)           | Hofsneider (Tailleur)             | Renner (Coursier)      | Vischer (Poissonnier)                     |
| II                   | Hefneryn (Potière)        | Jeger (Chasseur)                  | Bott (Messager)        | Pfister (Boulanger)                       |
| I (Bouffon)          | Narr                      | Nerryn                            | Narr                   | Nerryn                                    |

## Jeu de chasse
Il est très difficile de déterminer pour quel type de jeu le Hofämterspiel a été pensé, étant donné qu'aucune autre source que le catalogue du musée d'histoire de l'art de Vienne ne mentionne le jeu ou son utilisation, si ce n'est une entrée dans un catalogue qui décrit les possessions de Ferdinand-Charles d'Autriche. Cependant, on sait que la bataille est l'un des jeux les plus anciens (XIVe siècle), et la hiérarchie classique de ce jeu (de l'as au roi), semble idéale à ce jeu, qui peut se jouer à deux, trois, quatre, voire six ou huit joueurs, ainsi que, comme on peut le noter, le jeu est divisé en quatre ensembles symbolisés par les armoiries de chacun des royaumes, préfigurant ainsi les futurs ensembles cœur/carreau/trèfle/pique et deniers/épées/massues/coupes.
La très fine qualité des cartes, de même que le schéma hiérarchique très particulier, suggèrent que ce jeu était destiné aux joueurs de jeux de levées dans lesquels le bouffon (Narr) et la bouffonne (Narryn) peuvent être joués comme jokers.